# Leichtathletik-Europameisterschaften 1971/Diskuswurf der Männer

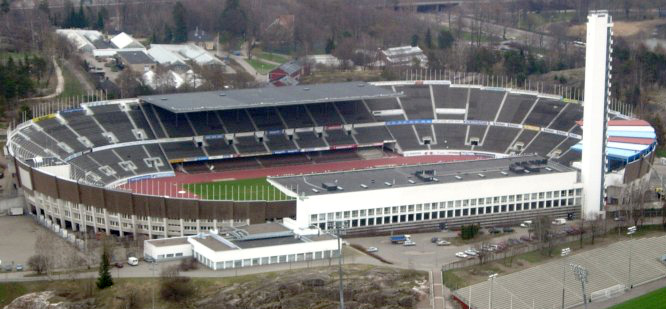
Das Olympiastadion von Helsinki im Jahr 2005

Der Diskuswurf der Männer bei den Leichtathletik-Europameisterschaften 1971 wurde am 14. und 15. August 1971 im Olympiastadion von Helsinki ausgetragen.
Europameister wurde der tschechoslowakische Olympiazweite von 1964 und Olympiadritte von 1968 Ludvík Daněk. Er gewann vor dem Olympiazweiten von 1968 und EM-Dritten von 1969 Lothar Milde aus der DDR. Bronze ging an den Ungarn Géza Fejér.

## Rekorde

### Bestehende Rekorde
| Weltrekord           | 68,40 m | Jay Silvester | Reno, USA              | 18. September 1968 |
| Europarekord         | 68,32 m | Ricky Bruch   | Malmö, Schweden        | 15. Mai 1971       |
| Meisterschaftsrekord | 61,82 m | Hartmut Losch | EM Athen, Griechenland | 17. September 1969 |

### Rekordverbesserungen
Der bestehende Meisterschaftsrekord wurde bei diesen Europameisterschaften zweimal verbessert:
- 62,16 m – Hartmut Losch (DDR), Qualifikation am 14. August
- 63,90 m – Ludvík Daněk (Tschechoslowakei), Finale am 15. August

## Qualifikation
14. August 1971, 11:45 Uhr
26 Teilnehmer traten in zwei Gruppen zur Qualifikationsrunde an. Zwölf Athleten (hellblau unterlegt) übertrafen die Qualifikationsweite für den direkten Finaleinzug von 58,00 m. Damit war die Mindestanzahl von zwölf Finalteilnehmern exakt erreicht. Die qualifizierten Wettbewerber traten am darauffolgenden Tag zum Finale an.
Soweit bekannt, ist die Gruppenzugehörigkeit der Hochspringer in der folgenden Übersicht mit aufgelistet.
| Platz | Name                  | Nation           | Gruppe | Weite (m) |
| ----- | --------------------- | ---------------- | ------ | --------- |
| 1     | Hartmut Losch         | DDR              | B      | 62,16 CR  |
| 2     | Dirk Wippermann       | BR Deutschland   | B      | 60,98     |
| 3     | Géza Fejér            | Ungarn           | B      | 60,86     |
| 4     | Lothar Milde          | DDR              | A      | 60,62     |
| 5     | Ricky Bruch           | Schweden         | B      | 60,50     |
| 6     | Ferenc Tégla          | Ungarn           | A      | 60,04     |
| 7     | Ludvík Daněk          | Tschechoslowakei | A      | 59,44     |
| 8     | Pentti Kahma          | Finnland         | A      | 59,24     |
| 9     | Klaus-Peter Hennig    | BR Deutschland   | A      | 59,06     |
| 10    | Heimo Reinitzer       | Österreich       | A      | 59,02     |
| 11    | Risto Myyrä           | Finnland         | B      | 58,38     |
| 12    | Jorma Rinne           | Finnland         | A      | 58,02     |
| 13    | Hein-Direck Neu       | BR Deutschland   | k. A.  | 57,64     |
| 14    | Iosif Naghi           | Ungarn           | k. A.  | 57,58     |
| 15    | Kenneth Åkesson       | Schweden         | k. A.  | 56,92     |
| 16    | Ernst Soudek          | Österreich       | k. A.  | 56,64     |
| 17    | Leszek Gajdziński     | Polen            | k. A.  | 56,50     |
| 18    | Kaj Andersen          | Dänemark         | k. A.  | 55,56     |
| 19    | János Faragó          | Ungarn           | k. A.  | 55,56     |
| 20    | John Watts            | Großbritannien   | k. A.  | 55,52     |
| 21    | Armando De Vicentis   | Italien          | k. A.  | 55,48     |
| 22    | Wladimir Ljachow      | Sowjetunion      | k. A.  | 55,44     |
| 23    | Tormod Lislerud       | Norwegen         | k. A.  | 55,36     |
| 24    | Zdravko Pečar         | Jugoslawien      | k. A.  | 55,32     |
| NM    | Silvano Simeon        | Italien          | k. A.  | ogV       |
| NM    | Erlendur Valdimarsson | Island           | k. A.  | ogV       |

## Finale

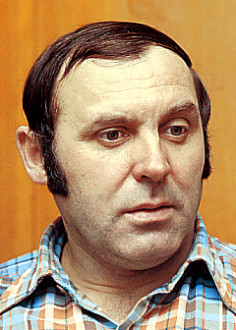
Nach Olympiasilber 1964 und -bronze 1968 errang Ludvík Daněk hier seinen ersten Titel – ein Jahr später wurde er Olympiasieger
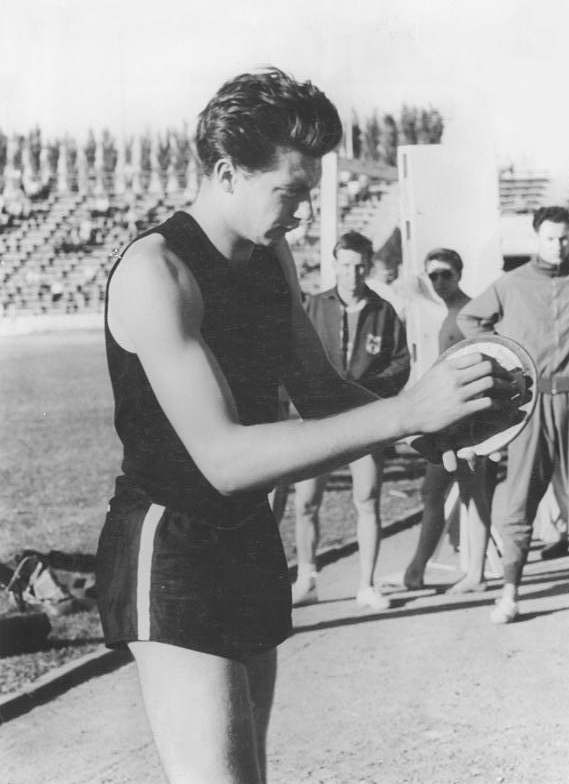
Lothar Milde setzte seine Erfolgsserie mit seiner Vizeeuropameisterschaft fort – 1968 hatte es Olympiabronze und 1969 EM-Silber für ihn gegeben
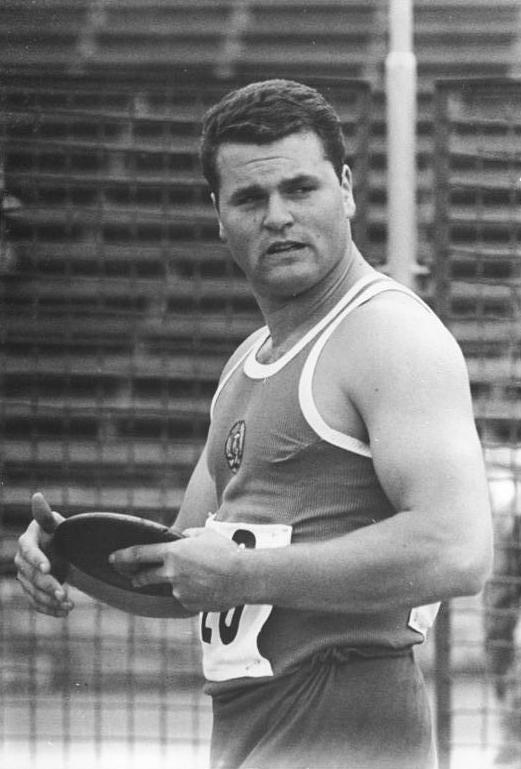
Der Titelverteidiger und Vizeeuropameister von 1966 Hartmut Losch kam diesmal auf den fünften Platz

15. August 1971, 15:50 Uhr
| Platz | Name               | Nation           | Weite (m) |
| ----- | ------------------ | ---------------- | --------- |
| 1     | Ludvík Daněk       | Tschechoslowakei | 63,90 CR  |
| 2     | Lothar Milde       | DDR              | 61,62     |
| 3     | Géza Fejér         | Ungarn           | 61,54     |
| 4     | Dirk Wippermann    | BR Deutschland   | 61,36     |
| 5     | Hartmut Losch      | DDR              | 60,86     |
| 6     | Pentti Kahma       | Finnland         | 60,64     |
| 7     | Ferenc Tégla       | Ungarn           | 59,24     |
| 8     | Jorma Rinne        | Finnland         | 59,22     |
| 9     | Ricky Bruch        | Schweden         | 59,08     |
| 10    | Heimo Reinitzer    | Österreich       | 58,30     |
| 11    | Klaus-Peter Hennig | BR Deutschland   | 56,36     |
| 12    | Risto Myyrä        | Finnland         | 54,16     |

Europameister Ludvík Daněk gelang im Finale folgende Serie:

57,98 m – 61,34 m – 63,90 m – 59,12 m – 59,80 m – 63,30 m

## Video
- Ricky Bruch & Pentti Kahma DISCUS 1971 European Championships Helsinki, youtube.com, abgerufen am 29. Juli 2022